# Ушачка језера
Ушачка језера (блр. Ушацкія азёры; рус. Ушачская группа озёр) представљају групу од око 60 језера ледничког порекла у северном делу Белорусије, на територији Витепске области. Језера се налазе на територијама Полацког и Ушачког рејона у басену реке Турављанке.
Укупна површина свих језера је нешто преко 75 км², док је укупна запремина око 350 милиона м³ воде. Површина басена је 803 км².
Нека од највећих језера у овој групацији су Јанова, Павуљско, Атолава, Павазерје, Бјарозавско, Криво, Гомељско и друга. Градњом бране на Гомељском језеру регулисан је ниво воде у целом језерском систему. 